# 普罗替林
普罗替林（商品名Vivactil），分子式C19H21N，是一种仲胺类三环类抗抑郁药（TCA）。

## 合成
普罗替林可由5H-二苯并[a,d]环庚烯、丁基锂和3-氯丙醇为原料反应制得。